# Jerzy Wiśniewski (historyk)
Jerzy Jan Wiśniewski (ur. 1 stycznia 1928 w Kołakach Kościelnych, zm. 30 października 1983 w Krakowie) – polski historyk, genealog, badacz dziejów osadnictwa w Polsce. Brat polskiego astronoma Wiesława Wiśniewskiego.

## Życiorys
W 1951 uzyskał na Uniwersytecie Poznańskim magisterium z historii. W 1953 roku związał się na stałe z Instytutem Historii Polskiej Akademii Nauk. Najpierw pracował w Zakładzie Historii Pomorza w Poznaniu, a od 1968 – w Pracowni Słownika Historyczno-Geograficznego Polski Średniowiecznej w Krakowie, od 1974 – kierownik i redaktor tej Pracowni. Był uczniem profesora Gerarda Labudy. Stopień naukowy doktora obronił w 1960 na podstawie pracy Rozwój społeczno-gospodarczy Szczecina w latach 1713–1805. Habilitację uzyskał w 1965 na podstawie rozprawy Dzieje osadnictwa w powiecie sejnenskim od XV do XIX wieku, a tytuł profesora nadzwyczajnego przyznano mu w 1974 roku. Redaktor Polskiego Słownika Biograficznego.
Pochowany jest na Cmentarzu Salwatorskim (kwatera SC11-E-9). Jego imieniem nazwano jedną z ulic w Krakowie w Dzielnicy VIII.

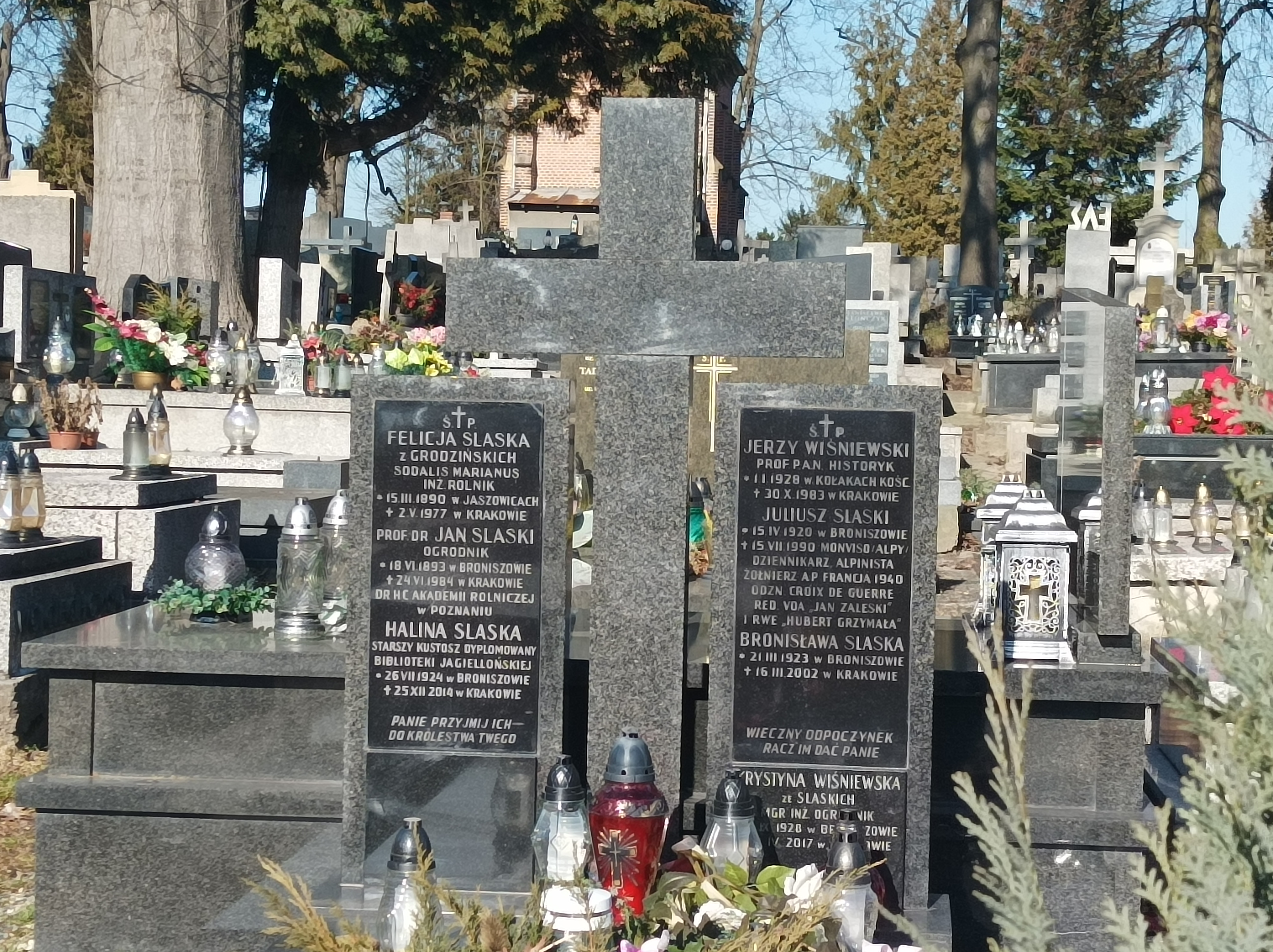
grób prof. Jerzego Wiśniewskiego na cmentarzu Salwatorskim

## Praca naukowa
Obok historii osadnictwa, zainteresowania naukowe Wiśniewskiego obejmowały też onomastykę.
Współpracował m.in. ze Słownikiem starożytności słowiańskich, publikował na łamach pisma „Onomastica”.

## Publikacje
- „Lustracje województwa podlaskiego 1570 i 1579” (1959) (współautor)
- „Miasta polskie w tysiącleciu” (1965, 1967) (współautor)
- „Rozwój osadnictwa na pograniczu polsko-rusko-litewskim od końca XIV do połowy XVII wieku” (1964)
- „Dzieje osadnictwa w powiecie sejneńskim od XV do końca XIX wieku” (1963)
- „Dzieje osadnictwa w powiecie suwalskim od XV do końca XVII wieku” (1965)
- „Dzieje osadnictwa w powiecie augustowskim od XV do końca XVIII wieku” (1967)
- „Dzieje osadnictwa w powiecie grajewskim do połowy XVI wieku” (1975)
- Słownik historyczno-geograficzny województwa poznańskiego w średniowieczu (1982) red.
- „Początek i rozwój nowego osadnictwa w ziemi łomżyńskiej w końcu XIV i w XV wieku” (1989)
- „Osadnictwo tatarskie w Sokólskim i na północnym Podlasiu” (1991)